# 知乎
知乎（ちこ、ズーフー、拼音: Zhī Hū）とは2011年1月26日に四川省成都市で最初に成都市の四川省出身の大学卒業生によって成立された（カンパニー自ら2016年まで広く散布して公言）ユーザーコミュニティで効率的に作成、編集、運営を行う内陸部立ち上げのいわゆる普通話簡体字系「中国語」Q&Aサイトである。香港対岸の深圳発のサイトによるとアメリカのQ&AサイトQuoraの要素を倣ってオリジナルで創造した。アカウント数は2014年1月末時点で400万を超えていた。薄熙来（周永康）失脚直前の2012年2月になって「发现更大的世界」（より大きな世界を見つけよう）をスローガンに押し出した。スマホに対応する「知乎」、「知乎群组」、「读读日报」（旧名「知乎日报」）と「公益壹点通」4つのアプリケーションもいつの間にか公開された。

## 名称の由来
「知乎」とは漢文で知識分子の「ご存じですか」という意味である。この名称の由来についてそのサイト上ではいくつの説を並べて示している。
- 「知乎者」の省略。「知乎者」は「之乎者也」の訛伝である可能性がある。[要出典][8]
- 「論語・爲政」：子曰：「由、誨女知之乎。知之爲知之、不知爲不知、是知也。」[9]
- 「論語・子罕」：吾有知乎哉？無知也。有鄙夫問於我、空空如也。我叩其兩端而竭焉。[10]

現代語訳：（孔先生のお言葉、北の宋の子罕）、「吾に知恵あるかしらん。知恵なき也。ますらおのこでも聞かれるものなら、このうつしみでも可否をお尋ねしてまわり力を尽くしましょう。」
- 「道経・能爲第十」：明白四達、能無知乎？[11]

## 歴史

### 2010年
2010年8月からウェブサイトの設立を計画し、2010年12月末から限定の範囲で試行運用を行った。。

### 2011年
知乎は2011年1月26日に運営開始した。
2011年3月28日、「創新工場」というエンジェル投資会社が知乎に出資したことが公開された。
2011年4月6日にプライベートメッセージ機能の「私信」を開始した。
2011年5月15日に新機能「発見」を開始した。「発見」は24時間内に「賛成」を大量にもらったあらゆる回答の自動推薦機能である。
2011年7月19日に自身の新浪微博アカウントを知乎のアカウントとしてリンクできて、新浪微博のメッセージ機能やメールで友たちを招待できることになった。 ブラックリスト、回答のラング付けまたはフィルターも同時に開始した。
2011年9月2日および2011年9月28日にiPhone対応のアプリケーションが公開された。29日に「お気に入り」機能が開始された。
2011年12月22日、内容をトピック別に分類する機能の 「フィールド」が開始された。

### 2012年
2012年2月22日、回答に画像をアップデートしたりホットリングしたりできることになった。
2012年2月24日にテストバージョンの「知乎閲読」を公開した。ログインせずに知乎の粋を読めることになる。
2012年4月2日にユーザーページを大幅に改版した。

### 2013年
2013年3月から招待コード登録制を取り消し、一般人の登録を受け付ける。
2013年7月18日、コラム機能を開始した。
2013年12月12日、「知乎ゆるキャラコンテスト」が開催された 。

### 2014年
2014年4月1日、ホッキョクギツネの「劉看山」は知乎の公式ゆるキャラとされた  。この月から、一部のアカウントはフィールドを編集する権限が一時的に規制されるになり、5人以上に賛成された5つの回答をしたアカウントしかフィールドを編集できなくなった 。
2014年4月14日に「塩」シリーズの初売。「塩」シリーズはあらゆるユーザーの回答やコラムから粋を集めて訂正し、電子デバイドの動作環境に合わせてデザインし直して出版される電子書籍である。 
2014年6月、知乎は賽富アジアファンドが2千万ドルを知乎に投資したと噂された。

### 2015年
2015年1月7日に「コミュニティーサービスセンター」が開始された。
2015年1月16日、知乎のサーバーが大規模なDDoS攻撃を受けた。
2015年11月、知乎はテンセントなどの企業から5500万の投資を受けた。

### 2016年
2016年1月25日、知乎のビデオ番組「職人紹介所」配信開始。

## 運営

### 知乎チーム
知乎は周源などの十数人によって設立されたチームだが、その発展につれて人数が増えてくる。

### 知乎の文化
知乎は創立された直後に数多くの情報技術業者を招待し、トップクラスの雰囲気を醸し出そうとした。知乎は「賛成・反対・役に立たない」のラング付けシステムやアプリを通して、内容の高質を促す。

### 招待コード登録制
初期、ユーザーは直接登録できず、招待コードで登録しなければならなかった。会員は新たな招待コードをいくら手に入れられるか、登録順ではなく知乎での活躍度（質問・回答数、回答の質など）にだけ関わっていた。SNSの知乎イベントを通したり「知乎登録申し込み」を届けたりしても登録できる。内容の質を保つため、2013年3月まで招待コード登録制が続いた。

### Q&A体制
ユーザーは全サイトもしくは特定のアカウントに質問することができる。メインページで該当のアカウントがフォローした質問やフィールド、答えた・賛成をした回答を見られる。6人以下の人を回答要請することもできる。フィールド機能は内容をトピック別に分類する。ユーザーは特定のフィールドをフォローしたり公式推薦を受けたりして興味のある内容や質の高い回答を受信する。

## 優位性と挑戦

### 優位性
「普通のQ&Aサイトより知乎の方は社会化が強いし、実名登録制ので回答の適応性や信頼性は高いし、賛成・反対・役に立たない・通報・編集などの制度でいつでも誰でもサイトを管理できて良貨が悪貨を駆逐できる」と知乎のCEOの黄継新が言った。

### チャレンジ
知乎の挑戦に応じ、百度はQ&Aサイト「百度新知」を設立した。また、盛大の元社員李冲が創立した「米飯網」や金銭報酬を回答者に与える「略暁」などのライバルもあった。2011年後半に設立した「六达網」も知乎のページデザインをそのままコピーした。
将来、知乎の影響力が拡大したら、政府より厳しネット検閲及び自己検閲、あらゆる商業宣伝に直面しなければならないという問題が指摘された。一般会員制によって質問・回答が劣化する可能性もある。しかも、知乎のモティベーションシステムや利潤モデルはまだはっきりしていない。また、内容はインターネット、ビジネスあるいは人文社会科学に集中し、工学、学術教育などはまだ欠乏している。
招待コード登録制が取り消された後、一般会員が入り込み、質問・回答の質を下げてしまった。登録制度についての質問で回答はそれぞれ特定のフィールドの専門家や知乎の運営チームを支持して両極化していた。招待コード登録制が取り消された直後に一部分の専門家ユーザーが活動停止したことがある。

## 不祥事
- 2015年6月ごろ、5万人のフォロワーを持つ人気女性ユーザーが先天性の心臓病を患い、手術費に苦しんだ大学生の女性に対し、自殺しないように説得するような内容を書き込んだ。大学生の女性はAlipayのアカウントを公開したから、フォロワーらから2016年1月までに約15万人民元を募金した。その後、大学生の女性のアカウント名がオンラインゲームに出没したから、募金詐欺を働いていたことが発覚した。1月26日、当事者が安徽省無為県公安局に自首した。のちの取り調べによると、両方のアカウントの持ち主は同じく蘇州市の工場従業員の男性であり、この詐欺計画は2年をかけて練ったものであった[48]。
- 2021年の中秋節、知乎のヘビーユーザー宛に贈られた月餅を食べた人は下痢の症状を示した。原因は製作時にスクロースの代わりにマルチトール、エリトリトール、ソルビトールなど糖アルコールは甘味料として使われたため、うち大量のマルチトールは不耐を引き起こしたと見られる[49][50]。

## 評価
知乎は他の中国のネットと異なる独特な風格で目立っていた。欠点が指摘されたが長所がかすむほどではなく、ユーザーに広く褒められている。

### プラスの評価
知乎は「真剣」や「上品」を象徴する青色を採用した。ユーザーインターフェースのデザインに優れ、製品の体感に細かくこだわっている。

### マイナスの評価
知乎はQuoraのコピーだと広く批判される。ユーザーの入り込みにより、知乎はサイト自身の変化にうまく対応できず、質問・回答の質が下がってくる。
初期には、サーバーの不穏や同じような質問が大量に出回っていたという問題があった。
知乎には厳しい検閲が行われている。政治的な内容を含む質問や回答は「公開討論すべからざる政治的内容」を理由として削除され、何回もルール違反するユーザーはアカウントが永久に削除される可能性もある。2019年12月、あるユーザーは「細頚瓶（吸引ビンなど口が細い瓶のこと）をどう洗浄するのか」という質問を投稿したところ、「細頚瓶」は「習近平」の発音と似ており、「習近平をどう粛清するのか」とも読み取れるため、この質問に参加したユーザーのアカウントは削除された。
初期の「知乎の知的財産権規約」には横暴な条項が含む疑いがある。
| 「 | 对于用户发表到知乎上的任何内容，用户同意知乎在全世界范围内具有免费的、永久性的、不可撤销的、排他性的（除针对贡献相关内容的用户自身和直接得到该用户就该内容的授权的第三方）和完全再许可权的权利和许可，以行使和保护与内容相关的全部著作权，包括但不限于使用、复制、 修改、改编、出版、翻译、据以创作衍生作品、传播、表演和展示此等内容（整体或部分），和/或将此等内容编入当前已知的或以后开发的其他任何形式的作品、 媒体或技术中。如果任何第三方侵犯了与用户相关的著作权，用户均授权知乎及其指定的代理代表知乎自身或用户对该第三方提出警告、投诉、发起行政执法、诉讼、进行上诉，或谈判和解，并且用户同意在知乎认为必要的情况下参与共同维权。 | 」 |

その後、知乎は著作権規約を訂正することを承諾した。
2011年5月18日、知乎は著作権規約を更新し、表示・非営利・改変禁止（BY-NC-ND）のクリエイティブ・コモンズ・ライセンスをデフォルトとして採用し、ユーザーが自由にライセンスを選び直すことも許す。転載により報酬をもらったユーザーもある。
2013年3月、知乎はもう一度著作権規約を更新し、ユーザーが回答に「転載禁止」を設定することを許す。第三者は知乎を通報してユーザーから権限を手に入れる限り、「転載禁止」に設定された回答を転載してはいけない。この更新はオリジナル内容の著作権を明白にしたが、ライセンスを選び直す機能を取り消し、一部分のユーザーに迷惑をかけた。